# Xavin
Xavin es un personaje que aparece en los cómics estadounidenses publicados por Marvel Comics, creado por el autor Brian K. Vaughan y el artista Adrian Alphona, y el cual debutó en Runaways vol. 2 # 7. A pesar de que Alphona era el artista de la serie en el momento, el artista Takeshi Miyazawa fue quien dibujó al personaje por primera vez. 
Xavin es un super-skrull en entrenamiento, tiene los poderes de los Cuatro Fantásticos, pero solo puede usar uno a la vez. Como todo los skurlls puede cambiar su apariencia. Se presentó en la Tierra con el aspecto de un hombre negro, pero más adelante cambió al de una mujer negra para contentar a Karolina Dean, una chica lesbiana con la que tenía un matrimonio concertado. Xavin, a menudo llamado "Xav" para abreviar, es conocido por su personalidad obtusa y bélica. Es hijo del Príncipe skrull De'zean.
Xavin es interpretada por Clarissa Thibeaux en la segunda y tercera temporada de la serie de televisión de Hulu Runaways que se desarrolla dentro del Universo cinematográfico de Marvel.
En 2008, fue nombrado el cuarto, de un total de diez, de los mejores personajes skrull.

## Historial de publicación
Xavin apareció por primera vez en Runaways vol. 2 # 7 y fue creado por Brian K. Vaughan y Adrian Alphona. Se presentan como un príncipe Skrull, el hijo de De'zean de la Familia Real Skrull en el planeta Tarnax VI y están destinados a casarse con Karolina para llevar la paz a sus dos especies alienígenas en guerra.
Como miembro de Runaways, aparecieron en el libro de cómics Secret Invasion: Runaways / Young Avengers, que involucra a los equipos de Runaways y Young Avengers.
En el tercer volumen de corta duración de los Runaways, se vio obligada a abandonar el equipo y fue vista por última vez siendo sacada de la Tierra bajo la custodia de Majesdanian.

## Biografía ficticia

### Historia
Cuando Xavin viaja a la Tierra para encontrarse con Karolina Dean le revela que sus padres se habían exiliado de su planeta, Majesdane, por actividades delictivas. Ellos viajaron a la Tierra, donde se encontraron con el padre de Xavin, el príncipe De'zean de los skrulls, quien iba a gobernar el planeta. Los Dean detuvieron la destrucción, pero le dieron a los skrulls la ubicación de otro planeta más valioso: Majesdane. Con el fin de demostrar que no estaban mintiendo, le dieron al hijo del príncipe De'zean la mano de su hija en matrimonio pensando que Xavin moriría en la nueva guerra Majesdanian/Skrull. Pero Xavin llegó a la Tierra con el fin de casarse con Karloina y detener la guerra entre sus razas. Xavin encontró a Karolina poco después que esta fuera rechazada por Nico Minoru. Xavin, tratando de convencer a Karolina de ser su novia, luchó y la persiguió, en la forma de un hombre. Karolina reveló que no le atraen los hombres y que no quiere vivir una mentira, pero Xavin modificó su forma a la de una mujer y la convenció de que abandonara la Tierra con la nueva forma femenina de Xavin.
Durante la ceremonia de la boda, se desata una pelea entre las dos razas y Xavin y Karolina apenas escapan antes de que Majesdane sea destruido. Regresan a la Tierra, donde ayudan a rescatar a Molly Hayes del nuevo Orgullo. Xavin se hace pasar por Nico y toma una bala por ella, distrayendo a Geoffrey Wilder el tiempo suficiente para que Nico desate a Molly y escapen. Xavin sobrevive al ataque cambiando de forma sus órganos fuera del camino.

### Secret Invasion
Cuando los Runaways regresan de un viaje al pasado, Xavin se entera de que la tierra está siendo invadida por los skrull. En lugar de luchar, golpea a sus compañeros de equipo e intenta obtener una solución pacífica a la guerra, razonando de que los skrulls son "extremistas religiosos". Sus intentos de paz fracasan, y es informado de que los Runaways son objetivos de ejecución. Insiste a Nico en que se esconda junto al resto del equipo mientras él, en un último esfuerzo para detener la invasión, va en búsqueda de Hulkling, el heredero a rey skrull y enemigo de la reina extremista religiosa, Veranke. Encuentra a Hulkling herido por la misma Veranke y al ponerse del lado de Hulkling, es calificado como una traidor.

### Como un fugitivo
Semanas más tarde, Xavin se está adaptando al equipo, acercándose más a Molly, la única del equipo junto a Karolina en referirse siempre a Xavin como mujer. Sin embargo, Xavin sigue siendo un lío para los demás miembros. Al igual que los otros miembros de los Runaways, Xavin es huérfano. Xavin se une al grupo, pero tiene problemas para adaptarse a su nuevo entorno y llevarse bien con sus nuevos compañeros de equipo, especialmente con Víctor, a quien a menudo ofende con comentarios condescendientes sobre los robots. Aunque es agresivo y testarudo, Xavin está decidido a proteger su nuevo hogar y su amor, Karolina. Xavin generalmente se revierte a su forma Skrull masculina cuando se encuentra en batalla insistiendo en que es más intimidante, a pesar de Karolina piensa que es sexista, aun así pasa algún tiempo en forma humana masculina. Sin embargo, durante su viaje a 1907, se reveló que cuando pierde el control o se encuentra bajo presión emocional, él se revierte a su forma femenina, algo que hizo Karolina muy feliz.

### Partida
Durante el arco "Dead Wrong", un grupo de supervivientes majesdanianos llegan para arrestar a Karolina. Después de que atacan repetidamente a los Runaways, Xavin se da cuenta de que los alienígenas no se detendrán hasta que consigan a Karolina. Karolina aparentemente abandona el grupo con los majesdanianos, pero es Xavin, quien cambió su apariencia a la de Karolina y tomó su lugar.

## Poderes y habilidades
Xavin, siendo un skrull, tiene la capacidad natural de cambiar de forma. Xavin era un Super-Skrull en formación, lo que significa que puede manifestar los poderes de los Cuatro Fantásticos: la capacidad de Señor Fantástico estirar y retorcer su cuerpo en cualquier forma, la potencia de la Mujer Invisible para hacerse invisible y la capacidad de crear campos de fuerza, el control de fuego y el vuelo de la Antorcha Humana y la fuerza sobrehumana de la Cosa y su resistente piel como una roca. El Super-Skrull K'lrt es uno de los ídolos de Xavin. Como dijo Xavin, todavía es un Super Skrull en entrenamiento, por lo que solo puede usar sus habilidades de los Cuatro Fantásticos de una en una; en un momento, cuando Xavin fue bombardeado con sonidos de alta frecuencia, perdió el control de sus poderes y quemo el Observatorio Griffith. Finalmente, en el vol. 3, # 2, uso todos sus poderes a la vez con ira.

### Personalidad
Xavin es conocido por su actitud bélica e imprudente, algo que irrita a los otros Runaways, en particular a Víctor, con quien tenían una fuerte animosidad porque, al ser un androide, Víctor habría estado programado para cocinar y limpiar su planeta. Aunque Xavin a menudo demuestra un comportamiento fuerte de tipo general, hay períodos en los que accidentalmente muestra que apenas tiene más experiencia que los otros Runaways; por ejemplo, una vez se estiro de un edificio a otro solo para llegar al otro lado en lugar de simplemente crear un puente de campo de fuerza, y solo se dio cuenta de la alternativa después de que fue señalado por Molly.

## Identidad de género
Debido a que Xavin a menudo cambia entre hembra humana, macho humano y macho skrull, los fanes se cuestionaron la naturaleza de su género. Como skrull, una raza de cambiaformas, Xavin afirmó "para nosotros, sólo cambiar nuestro género no es diferente de cambiar nuestro color de cabello". Cuando Molly le preguntó acerca de por qué no se queda en forma de mujer todo el tiempo, Xavin respondió que era simplemente su naturaleza y no veía problema en ello, aunque esto hace que Xavin comience a cuestionar los problemas de su propia naturaleza. Karolina se deprime cuando Nico cuestiona el verdadero género de Xavin. En Civil War: Young Avenger/ Runaways, Xavin es en la mayor parte del tiempo del sexo masculino Karolina se fija en la idea de que Xavin es mujer, y que Xavin no pretende ser una mujer, solo está aprendiendo a ser humana. Durante una discusión con Karolina, Xavin pierde el control y cambia de forma a su forma femenina, y Karolina entiende que la verdadera forma de Xavin es una mujer. Sin embargo, en su blog, el artista Humberto Ramos observa que se le indicó que dibujara a Xavin tomando diferentes géneros dependiendo de la situación, incluso cuando no fuera necesario.

## En otros medios
Xavin aparece en la segunda temporada de Runaways interpretada por Clarissa Thibeaux con otros actores y actrices que ocasionalmente los retratan. En lugar de ser un Skrull, es un Xartan, un ser con la capacidad de cambiar de forma, presentándose como numerosas personas antes de adoptar un cuerpo femenino. La nombran por primera vez en el episodio "Last Rites", como una de las extraterrestres en la nave de Jonah, antes de que el Orgullo la explote. Ella comienza a conversar telepáticamente con Karolina antes de adoptar la apariencia de un extraño caritativo y se relaciona brevemente con ella mientras compra. Xavin se revela completamente a Karolina al final del episodio "Earth Angel" como su prometida. Ella afirma que había viajado con la clase de Jonah como polizón donde le prometieron a Karolina unir sus razas. Xavin se queda en el albergue donde habla con Leslie Dean y le revela que está embarazada del heredero de Jonah y que él y su familia han habitado otros cuerpos, los cuales más tarde se revela que eran los de Stacey Yorkes, Tina Minoru, Victor Stein y una parte desconocida (Alex Wilder). Intentan rescatar a Karolina de Victor / Jonah, pero son superados. Se reagrupa en el albergue con Leslie, Alex, Molly y Nico para planificar cómo rescatar a sus amigos de Jonah. Hace su última aparición en la tercera temporada, episodio "Rite of Thunder", donde Leslie da luz a una bebé llamada Elle Dean, y Xavin la acoge y la cría como suya y parte al espacio.